# الغول الاسفل (بني العوام)

تعديل مصدري - تعديل

الغول الاسفل هي إحدى قرى عزلة بني الذواد بمديرية بني العوام التابعة لمحافظة حجة، بلغ تعداد سكانها 243 نسمة حسب تعداد اليمن لعام 2004.